# Herbert Hummel
Herbert Hummel, född 7 maj 1907 i Landshut, död 12 augusti 1944 i Warszawa, var en tysk promoverad jurist och officer i SA. Under andra världskriget var han hög ämbetsman i Generalguvernementet.

## Biografi
Hummel studerade rättsvetenskap vid universiteten i München, Innsbruck och Würzburg och promoverades 1931 till juris doktor. Han verkade därefter som advokat i München. År 1932 inträdde han i NSDAP och året därpå i SA. Under 1930-talet beklädde han en rad ämbeten i den nationalsocialistiska rättsapparaten.

### Andra världskriget
Den 1 september 1939 anföll Tyskland Polen och den 26 oktober inrättades Generalguvernementet, den del av Polen som inte inlemmades i Tyska riket. I januari 1941 blev Hummel stabschef hos guvernören i distriktet Warschau, Ludwig Fischer. Två år senare utnämndes han till viceguvernör och Fischers ställföreträdare. Med graden Sturmbannführer tillhörde Hummel därtill SA:s ledarstab i Warszawa. Han sköts ihjäl under Warszawaupproret.